# Župnija Marezige
Župnija Marezige je rimskokatoliška teritorialna župnija dekanije Dekani v škofiji Koper.

## Sakralni objekti
|    | slika                     | cerkev                                                  | kraj / naselje |
| -- | ------------------------- | ------------------------------------------------------- | -------------- |
| 1. | Klikni za spremembo slike | cerkev sv. Križa župnijska cerkev                       | Marezige       |
| 2. | Klikni za spremembo slike | cerkev Marije pomočnice podružnica                      | Vanganel       |
| 3. | Klikni za spremembo slike | cerkev sv. Janeza in Pavla (sv. Ivan) ruševinska cerkev | Babiči/Rojci   |

Od 1. januarja 2018  :
|    | slika                     | cerkev                                   | kraj / naselje |
| -- | ------------------------- | ---------------------------------------- | -------------- |
| 1. | Klikni za spremembo slike | cerkev sv. Kancijana podružnica          | Truške         |
| 2. | Klikni za spremembo slike | cerkev sv. Martina podružnica            | Labor          |
| 3. | Klikni za spremembo slike | cerkev sv. Roka podružnica               | Boršt          |
| 4. | Klikni za spremembo slike | cerkev Marijinega vnebovzetja podružnica | Glem           |
| 5. | Klikni za spremembo slike | cerkev sv. Nazarija pokopališka cerkev   | Glem           |
| 6. | Klikni za spremembo slike | cerkev sv. Rufa podružnica               | Lopar          |
| 7. | Klikni za spremembo slike | cerkev sv. Andreja podružnica            | Popetre        |
| 8. | Klikni za spremembo slike | cerkev sv. Brigite podružnica            | Trsek          |